# Course de côte Rieti - Terminillo

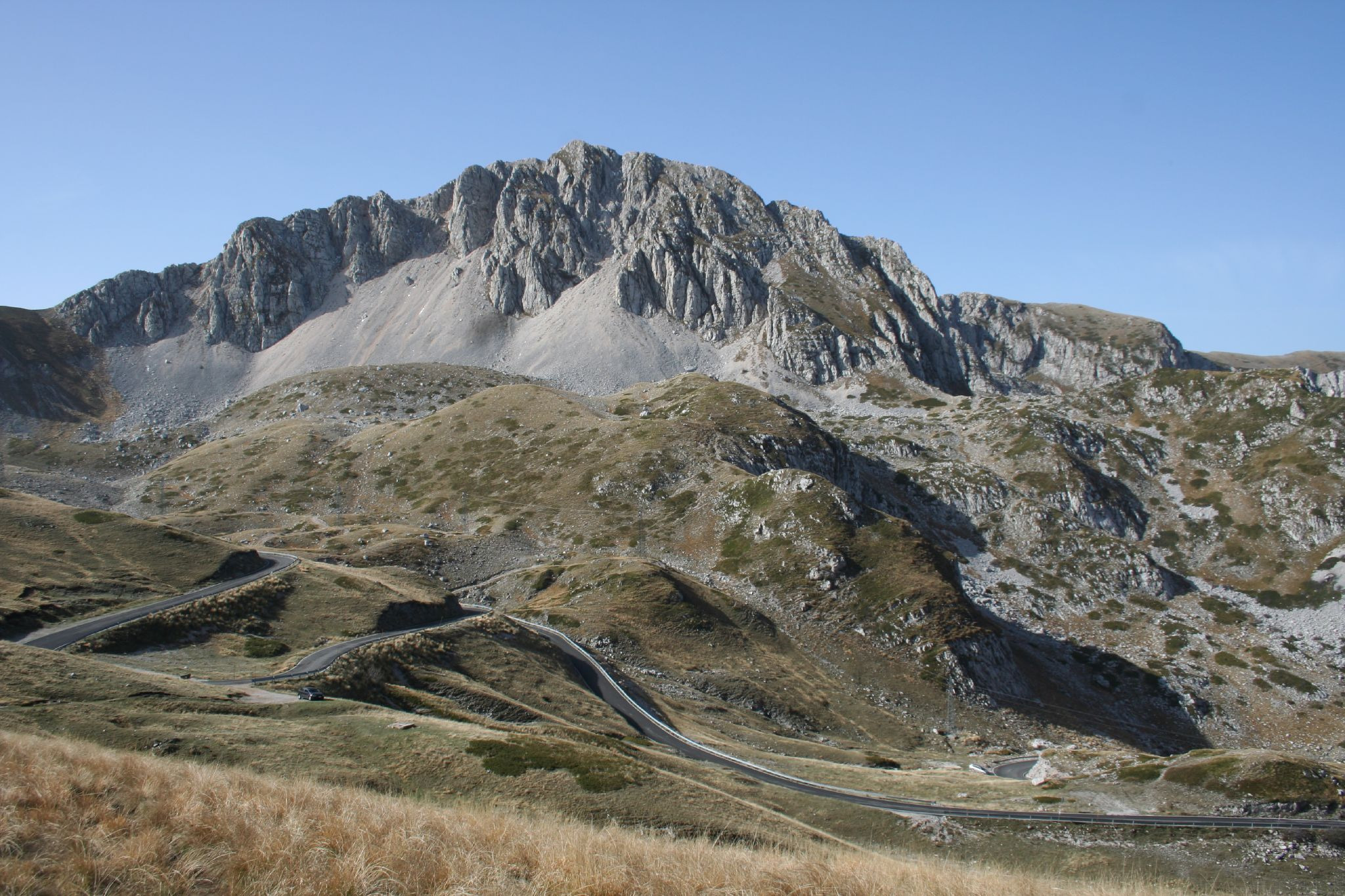
Le Mont Terminillo.

La Course de côte Rieti - Terminillo, ou Coppa Bruno Carotti, est une compétition automobile italienne  pour voitures de course disputée sur la route nationale 4 bis pour rejoindre le Mont Terminillo (à une altitude de 2 217 mètres, dans les monts Réatins des Apennins, et siège d'une station de sports d'hiver), organisée par l'Automobile Club de Rieti depuis 1966. Souvent disputée au début juillet, elle se déroule désormais au début septembre depuis 2013.

## Histoire
Durant la première moitié du XXe siècle, des courses sont déjà organisées sur le trajet du Mont Terminillo, comme en 1939 lors d'un sprint éliminatoire validé pour disputer le Volante d’Argento. En 1968, la côte est incorporée au championnat italien de la montagne, puis en 1975 au Championnat d'Europe de la montagne (premier succès alors du français Michel Pignard).
Le départ a lieu à la colonne de Lisciano (à la périphérie de Rieti), à 600 mètres d'altitude, pour un parcours de 15.1 kilomètres avec une pente moyenne de 8%, et un dénivelé de 1 125 mètres, afin de rallier Campoforogna, à plus de 1 700 mètres d'altitude. Avec ses quatre tournants et sa chicane (la distance ayant été raccourcie de 900 mètres en 2010, pour revenir à sa forme initiale en 2013), ce parcours est l'un des plus rapides de plateau européen.
À la suite du décès de Fabio Danti (à Caprino-Spiazzi), la sécurité de la côte est renforcée en 2000, avec notamment une double glissière de sécurité tout le long du trajet.
En 2001, le légendaire Domenico Scola (dit Mimi Don) s'impose enfin à près de 71 ans sur Osella, après 32 participations.
En 2011 est disputée la cinquantième édition de l'épreuve (dont près de la moitié dans un cadre européen). Georg Plasa trouve alors la mort à 51 ans, sur sa nouvelle BMW 134 V8 Judd 3L., en s'écrasant contre la montagne à l'entrée de la quatrième courbe. L'année suivante, la dette à assumer par la nouvelle municipalité de Rieti est telle (60 millions d'euros), que la Carotti  ne peut être financée.
Franco Pilone a remporté deux éditions à 20 années d'écart. Mauro Nesti fut le lauréat à 14 reprises (entre 1972 et 1991) en 21 participations, dont 6 fois consécutivement (il termine encore 3 fois 3e pour ses trois dernières apparitions, jusqu'en 1994). Nesti obtient finalement huit records de l'ascension.
Simone Faggioli fait sa première apparition en 2003. En 2006 Pasquale Irlando obtient son 7e succès, à quatorze années d'écart. 2007 voit le record du nombre d'inscrits (280, avec plus de 20 Formule).
Pour 2013, la compétition est renommée Ie Tribute Georg Plasa. Désormais, une loterie assure le quasi autofinancement des épreuves, avec près de 20 000 billets vendus par année. La côte Rieti - Terminillo donne aussi lieu alors à l'édition d'un jeu vidéo.

## Palmarès

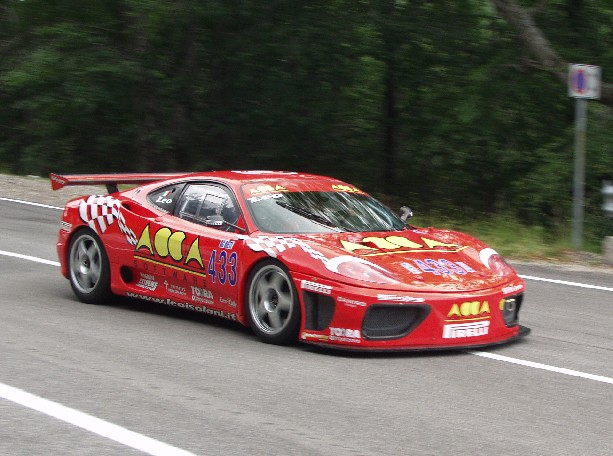
Une Ferrari 360 Modena, à l'édition 2003.

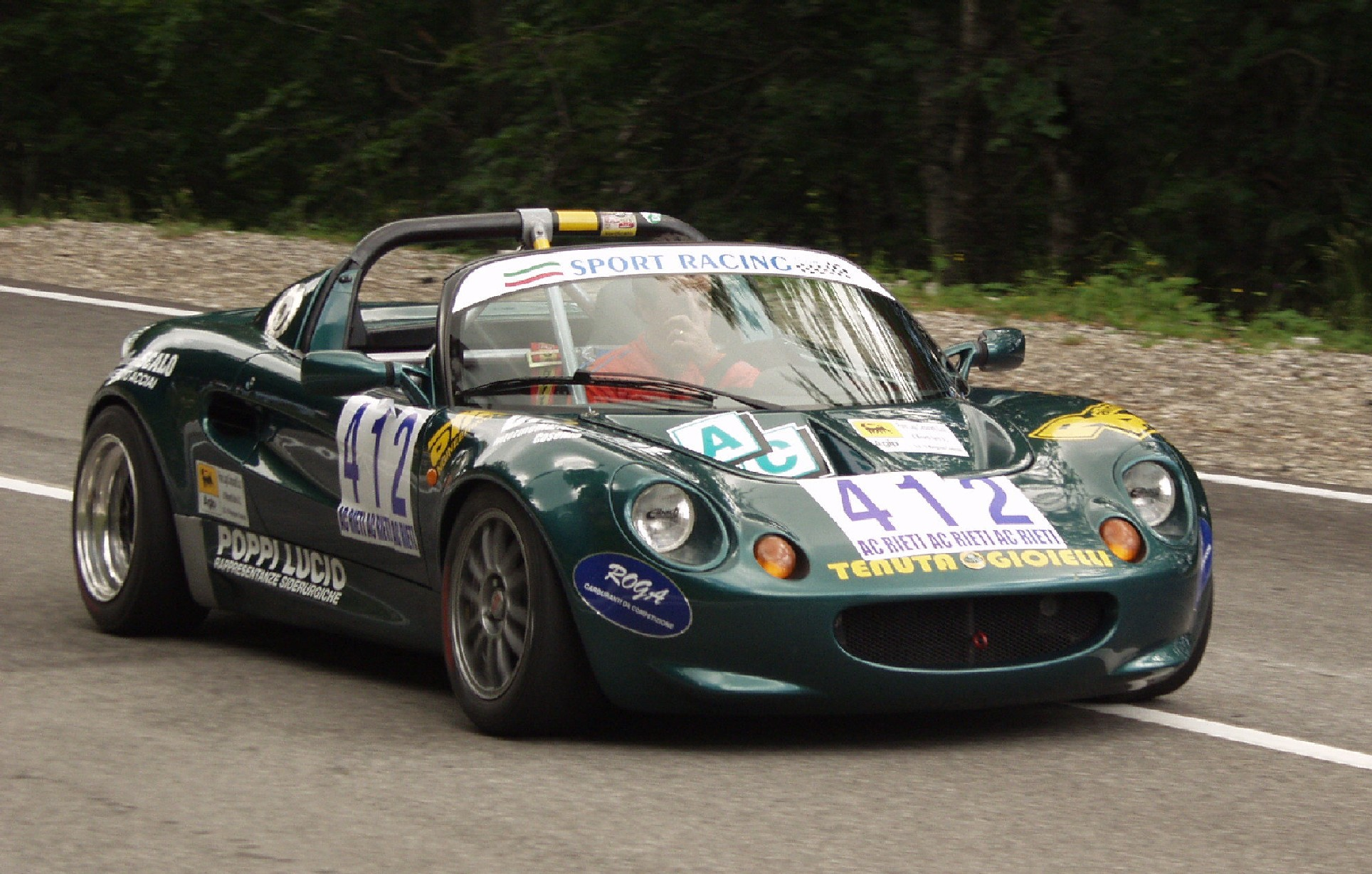
Une Lotus Elise, toujours en 2003.

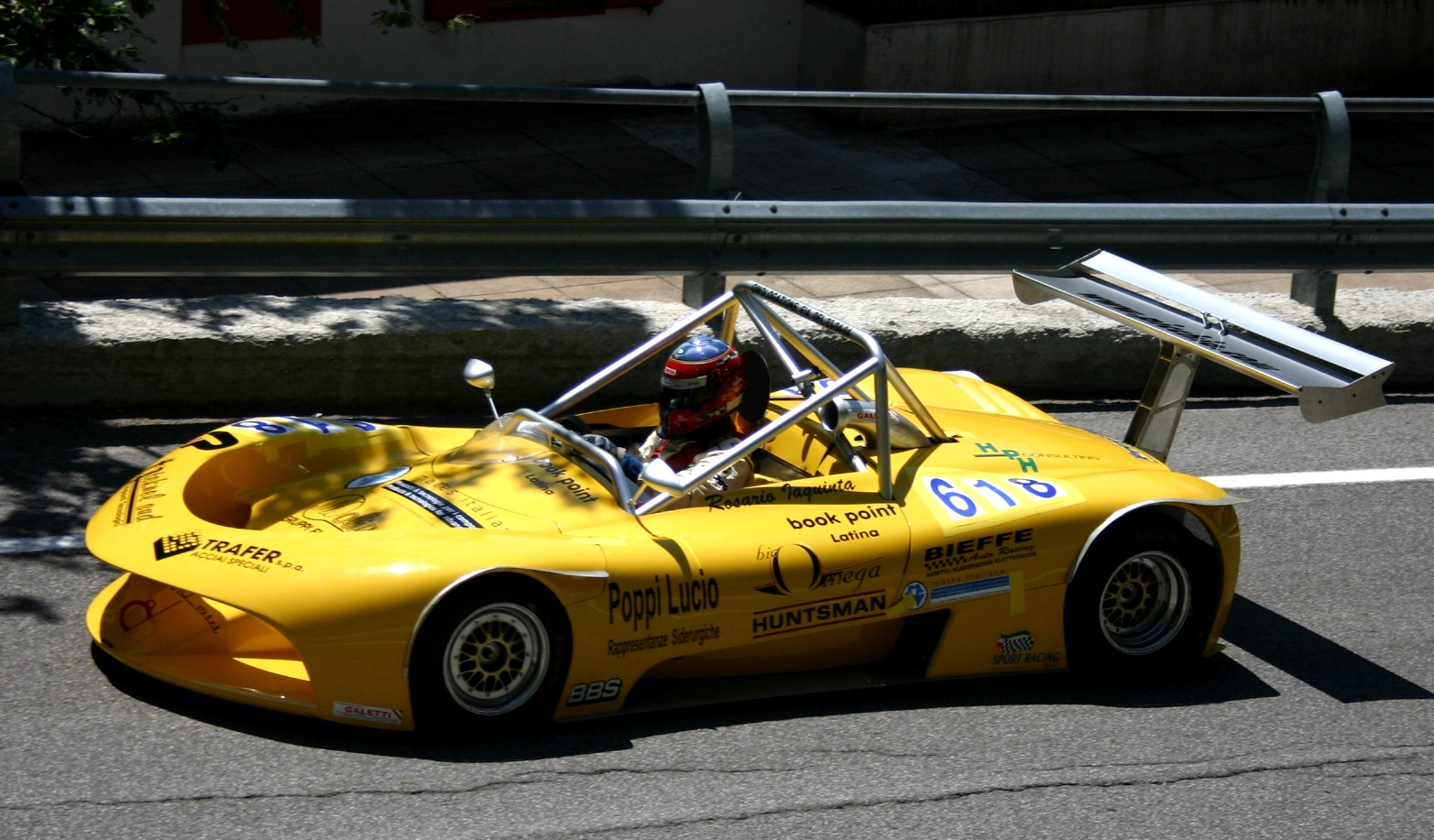
Une Picchio Honda, en 2004.

| Année | Pilote               | Voiture                   |
| ----- | -------------------- | ------------------------- |
| 1966  | "Sangrylà”           | Alfa Romeo TZ1            |
| 1967  | “Gano”               | Porsche Carrera 6         |
| 1968  | Franco Pilone        | Porsche Carrera 6         |
| 1969  | Franco Pilone        | Fiat Abarth 2000          |
| 1970  | Giuseppe Marotta     | Alfa Romeo GTA            |
| 1971  | Franco Pilone        | Fiat Abarth               |
| 1972  | Mauro Nesti          | Chevron B21               |
| 1973  | Mauro Nesti          | March-BMW                 |
| 1974  | Mauro Nesti          | Lola T294-BMW             |
| 1975  | Michel Pignard       | March-BMW                 |
| 1976  | Mauro Nesti          | Chevron-Cosworth          |
| 1977  | Gianni Varese        | Osella-BMW                |
| 1978  | Mauro Nesti          | Lola-BMW                  |
| 1979  | Mario Casciaro       | Osella 6-BMW              |
| 1980  | Michel Pignard       | TOJ-BMW                   |
| 1981  | Mauro Nesti          | Osella PA8-BMW            |
| 1982  | Mauro Nesti          | Osella PA8-BMW            |
| 1983  | Mauro Nesti          | Osella PA9-BMW            |
| 1984  | Mauro Nesti          | Osella PA10-BMW           |
| 1985  | Mauro Nesti          | Osella PA9-BMW            |
| 1986  | Mauro Nesti          | Osella-BMW                |
| 1987  | Franco Pilone        | Osella-BMW                |
| 1988  | Mauro Nesti          | Osella-BMW                |
| 1989  | Maurizio Iacoangeli  | Alfa 75                   |
| 1990  | Mauro Nesti          | Osella-BMW                |
| 1991  | Mauro Nesti          | Osella-BMW                |
| 1992  | Pasquale Irlando     | Osella-BMW                |
| 1993  | Pablo Egózcue        | Osella PA9                |
| 1994  | Pablo Egózcue        | Osella PA10               |
| 1995  | Pasquale Irlando     | Osella PA20               |
| 1996  | Pasquale Irlando     | Osella PA20               |
| 1997  | Mirko Savoldi        | Lucchini-BMW              |
| 1998  | Pasquale Irlando     | Osella PA20               |
| 1999  | Pasquale Irlando     | Osella PA20S              |
| 2000  | Pasquale Irlando     | Osella PA20S              |
| 2001  | Domenico Scola       | Osella                    |
| 2002  | Franz Tschager       | Osella Garda Kart         |
| 2003  | Simone Faggioli      | Osella PA20S              |
| 2004  | Simone Faggioli      | Osella PA20S              |
| 2005  | Denny Zardo          | Osella PA20S              |
| 2006  | Pasquale Irlando     | Osella PA21 Honda         |
| 2007  | Ander Vilariño       | Reynard                   |
| 2008  | Denny Zardo          | Reynard V8 Formula Nippon |
| 2009  | Simone Faggioli      | Osella FA30-Zytek         |
| 2010  | Simone Faggioli      | Osella-FA30-Zytek         |
| 2011  | Marco Iacoangeli     | BMW 320i                  |
| 2012  | Épreuve non disputée | Épreuve non disputée      |
| 2013  | Christian Merli      | Osella PA2000             |
| 2014  | Simone Faggioli      | Norma M20 FC Zytek        |